# Борис Тен
Борис Тен (укр. Бори́с Тен, настоящее имя Николай Васильевич Хомычевский, укр. Микола Васильович Хомичевський; 9 декабря 1897, село Дермань, Волынская губерния — 13 марта 1983, Житомир) — украинский советский поэт, переводчик, религиозный деятель, православный священник. Член Сюза писателей Украинской ССР (1957). Лауреат премии имени Максима Рыльского за достижения в области художественного перевода (1979), заслуженный деятель польской культуры (1977). За переводы произведений Юлиуша Словацкого, Адама Мицкевича, Ежи Жулавского получил награду Министерства культуры и искусства Польши. Литературный псевдоним походит от древнегреческого названия Днепра — Борисфен (др.-греч. Βορυσθένης — Борисѳе́нис); публиковался и под другими псевдонимами.

## Биография
Родился 9 декабря 1897 года в селе Дермань, в семье священника Василия Хомичевского и учительницы приходской школы Веры Иваницкой. Он был их шестым ребёнком. С началом Первой мировой войны семья переехала в Житомир. Учился в духовном училище и духовной семинарии. Закончил Житомирский институт народного образования (в настоящее время — Житомирский государственный университет), работал учителем, приехал в Киев.
В 1921 году был рукоположён в сан священника митрополитом епископом неканонической Украинской автокефальной православной церкви Василием Липковским. Имел большие музыкальные способности и прекрасный голос, был способным проповедником и имел теологические познания. Благодаря его образовательному и культурно-религиозному труду на Житомирщине появился целый ряд приходов Украинской автокефальной православной церкви.
Печатать стихи начал с 1923 года в журнале «Красный путь», но работал преимущественно в области перевода с античных и новых языков.
В 1924—1926 годах — настоятель Софийского собора в Киеве, в 1928 году — настоятель храма Петра и Павла на Подоле. Был вторым заместителем председателя президиума Всеукраинского православного церковного совета. В 1925—1928 годах сотрудничал в православном журнале «Церковь и жизнь» (разрешение на печать выдано 15 января 1927 года Народным комиссариатом просвещения УССР, председатель редколлегии — митрополит Василий Липковский, напечатано семь номеров журнала), где публиковал статьи на религиозные темы и стихи (под псевдонимом А. Лепский), выступил автором многих композиций церковного пения. Входил в круг украинских неоклассиков — поэтов и переводчиков (Николай Зеров, Максим Рыльский).
Сотрудничал с журналом «Червоний шлях».
Вместе с другими священниками и митрополитом Василием (Липковским) подписал воззвание, выпущенное ВПЦС 14 ноября 1924 года к епископам, священникам и верующим, в котором осуждался раздор в церкви, вызванный деятельностью «Деятельной Церкви Христовой» Михаила Мороза — агента Государственного политического управления, который долгое время возглавлял высший церковный орган, был председателем ВПЦС, а после ухода из УАПЦ выдавал свою церковь за наследницу УАПЦ.
7 августа 1929 году был арестован, в 1930 году осуждён на десять лет заключения в исправительно-трудовых лагерях. Срок отбывал на Дальнем Востоке (преимущественно во Владивостоке). Спасли Николая Хомичевского в ссылке пение, музыка и знания иностранных языков. В концлагере ему позволили создать хор из заключенных.
8 июня 1931 году женился на Аполлинарии (Норе) Ковальчук. 2 апреля 1933 года родился сын Василько (именно такое имя ему дали, а не Василий). Уволен 1 сентября 1936 года — управлением лагерей во Владивостоке выдана справка о досрочном освобождении по зачёту рабочих дней.
С 3 декабря 1936 года — заведующий литературной частью Третьего киевского передвижного театра.
После освобождения уехал с семьей в Подмосковье, работал инструктором художественной самодеятельности в Калинине. Поступил в Московский музыкально-педагогический институт, к началу Второй мировой войны успел закончить три курса. С началом Великой Отечественной войны 1941—1945 годов был мобилизован в ряды Красной армии. На фронте попал в окружение, оказался в плену, был в лагере в Новгороде-Северском. Пытался бежать, был перевезён в лагерь в Германии. Освобождён в 1945 году.
В 1945 году вернулся в город своей юности и постоянно проживал в Житомире. После войны работал завлитом Житомирского театра, руководил любительскими хорами. На протяжении 1951—1955 годов преподавал латинский язык в институте иностранных языков, затем — в Житомирском пединституте имени Ивана Франко. Занимался переводами.
Основал хор «Ленок», возглавлял областное литературное объединение.

## Литературная деятельность
Рос, по его собственному шутливому выражению, в «атмосфере сравнительного языкознания»: помимо школы, учился языкам у соседей, родных и знакомых. Владел древнегреческим, латынью, украинским, русским, английским, французским, немецким, польским, чешским, словацким, белорусским, латышским языками, переводил с них. Перевел Гомера (перевод «Одиссеи» опубликован в 1963 году, «Илиады» — в 1978 году), Эсхила, Аристофана, Шекспира, Гёте, Шиллера, Пушкина, Мицкевича, Словацкого и многих других поэтов.

## Творчество
- «Зоряні сади» (1970).
- «Жадань і задумів неспокій» (1988).
- «Скороминущих років буревій» (1998).
- Кроме литературного творчества, занимался научной деятельностью. Автор работ по теории перевода, культуры украинского языка:
  - «Нотатки про ритміку гекзаметра» (1967);
  - «Біля кастальських джерел» (1968);
  - «Називаймо, як зве народ» (1974) и др.
- Сочинения:
  - Тен Б. Скороминущих років буревій. — Рівне: Азалія, 1998. — 125 с.;
  - Тен Б. «Видзвонюй лунами, сонете пломінкий!» // Дніпро. — 1985. — № 8. — С. 56-58.;
  - Тен Б. «Промінням Арктура й Альдебарана …» // Оріон золотий: Любовна лірика укр. рад. поетів. — К., 1986. — С. 60-61.;
  - Тен Б. Дубно: [Вірш] // Вісник Дубенщини. — 2002. — 20 груд.;
  - Тен Б. Дубно, Остріг: [Вірші] // Червона зірка. — 1988. — 26 січ.;
  - Тен Б. Із книги «Зоряні сади»: Взаємини людські: [Вірші]// Нова Волинь. — 2002. — 5 груд.;
  - Тен Б. Із циклу сонетів «Біля рідного порога» // Зміна. — 1987. — 8 груд.;
  - Тен Б. Поезії // Вільне слово. — 1997. — 6 груд. — С. 3.;
  - Тен Б. Сонети; Остріг; Над Случем: [Вірші]// Шлях Ілліча. — 1987. — 8 груд.
- Переводы:
  - С древнегреческого:
    - «Прометей закутий» Есхила (1949);
    - «Одіссея» (1963) и «Іліада» (1977) Гомера;
    - «Хмари», «Лісістрата», «Жаби» (1956) Аристофана. (Перевод «Жаб» та «Хмар» на самом деле сделал украинский поэт Владимир Свидзинский, который был персоной non-grata в советской литературе — из-за того, что «не вписывался» в канон советского писателя. А Борис Тен издал переводы «Жаб» та «Хмар» под своим именем — с согласия настоящего автора — чтоб блистательные переводы дошли до читателя.),
    - «Поетика (Арістотель)» Аристотеля (1967);
    - Софокл «Антігона» (1981);

  - с немецкого
    - «Розбійники» і «Вільгельм Телль» Ф. Шиллера (1952, 1964);
    - тексты нескольких песен Ф. Шуберта (в том числе на сл. Гёте, В. Мюллера);

  - с английского:
    - «Річард III» У. Шекспира (1952).

## Признание
В Дерманской гимназии есть комната-музей Бориса Тена. Также на доме, в котором родился М. Хомичевский (Борис Тен), ещё в советское время установлена мемориальная доска (конечно, что нет ни одного упоминания о священстве или ссылки): «В этом доме в 1897 году родился известный украинский советский поэт и переводчик Борис Тен (Николай Васильевич Хомичевский)».
Член Союза писателей Украины (1957). В 1979 получил литературную премию М. Рыльского за достижения в области художественного перевода. Заслуженный деятель польской культуры (1977). С 1987 года на Украине вручается премия Бориса Тена, его имя носят улицы в Ровно, Житомире, Здолбунове и Львове.
С 1987 года в Ровно присуждается литературно-художественная премия имени Бориса Тена. Также в Ровенском государственном институте культуры присуждается персональная стипендия имени Бориса Тена.